# Éile
 (janvier 2021).
Si vous disposez d'ouvrages ou d'articles de référence ou si vous connaissez des sites web de qualité traitant du thème abordé ici, merci de compléter l'article en donnant les références utiles à sa vérifiabilité et en les liant à la section « Notes et références ».
Pour les articles homonymes, voir Éle et Éli.
Éile, Éle, Éli ou Ely était un ancien royaume médiéval du nord de la province de Munster en Irlande.